# باذنجانونات
الباذنجانونات (الاسم العلمي: Solananae) هي فوق رتبة من النباتات تتبع تحت طائفة اللاميونانيات من ثنائيات الفلقة.

## التصنيف
- الحمحميات
  - الحمحمية